# Herzog von Rausenbach

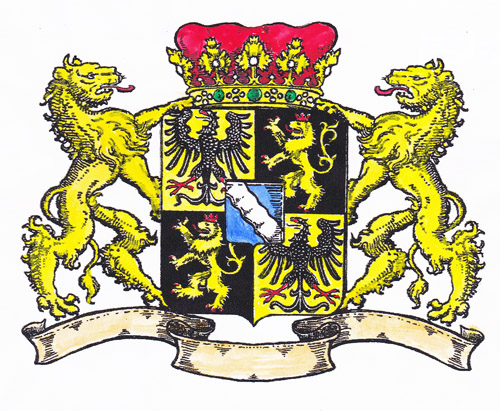
Wappen der Herzöge von Rausenbach

Herzog von Rausenbach (span. Duque de Rausenbach) war ein mexikanischer Herzogstitel. Er wurde von Kaiser Agustin von Mexiko an Johannes Rauss (1778–1833) aus dem schwäbischen Adelsgeschlecht der Raus von Rausenbach verliehen, dessen Nachkommen heute in Mexiko, Spanien, Österreich und Deutschland leben. Infolge der Abschaffung erblicher Adelstitel in Mexiko wird der in Primogenitur vererbte Titel nur noch privatrechtlich geführt.

## Entwicklung
Die schwäbische Linie, die hauptsächlich in der Gegend des nördlichen Schwarzwalds begütert war, musste gegen Ende des 18. Jhdts. einen Großteil ihrer Besitzungen veräußern. Aufgrund von Missernten und wirtschaftlicher Fehlplanung sah sich der damalige Chef des Hauses, Johannes Raus (1778–1833), zu Beginn des 19. Jahrhunderts dazu gezwungen, nach anderen Einnahmequellen zu suchen. Aufgrund seiner Verbindungen zu einflussreichen Persönlichkeiten konnte er an verschiedenen deutsch-mexikanischen Unternehmungen teilnehmen, wodurch er es zu einem bedeutenden überseeischen Vermögen brachte, das zum Teil heute noch im Familienbesitz ist.

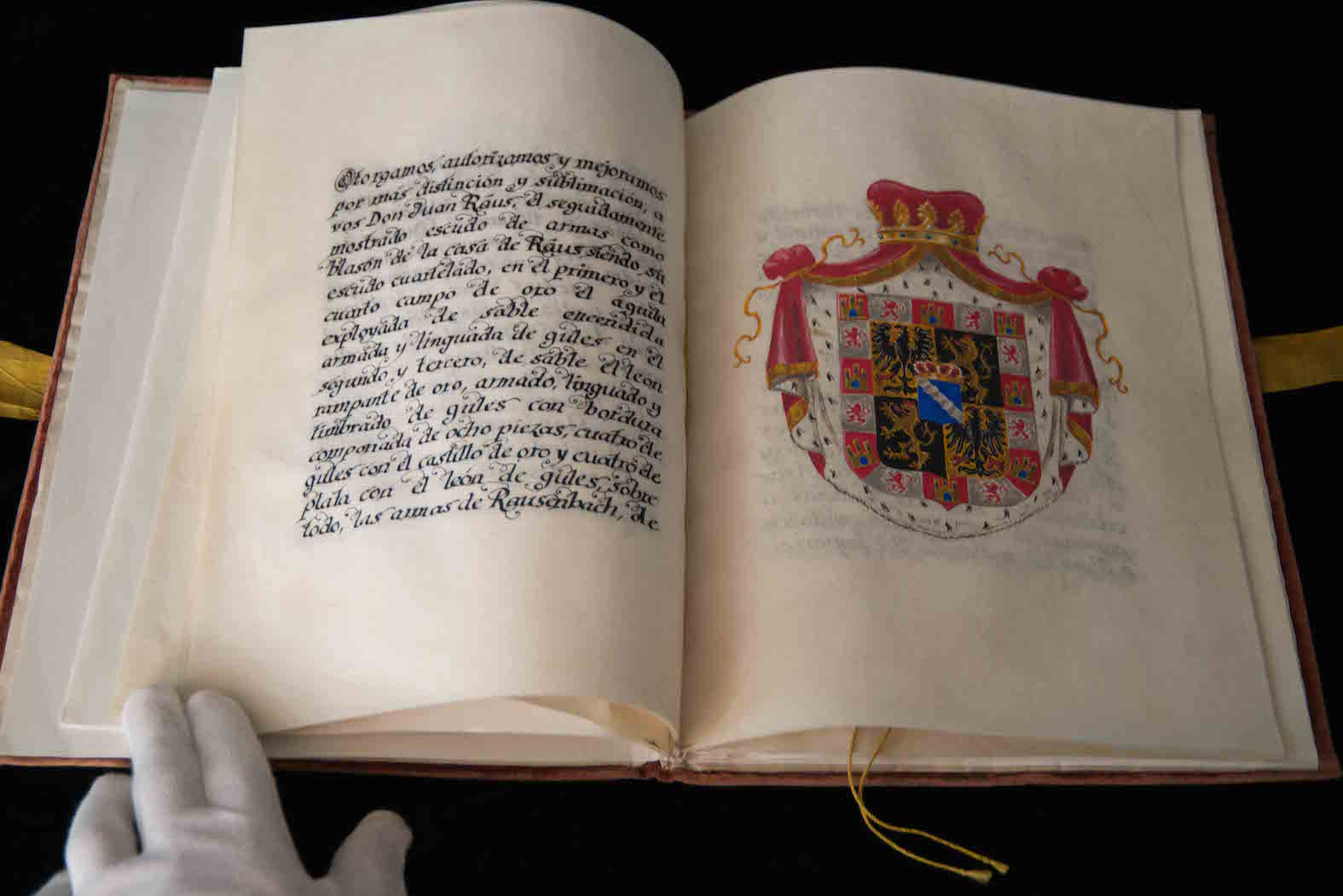
Kaiserlich mexikanisches Diplom von 1822

Am 21. Juli 1822 wurde er von Kaiser Agustin von Mexiko zum erblichen Duque (span. = Herzog) erhoben. Gemäß kaiserlichen Diploms wurden ihm und seiner ehelichen Nachkommenschaft die Titel und Namen Duque de Mérida (Herzog von Mérida), Príncipe Raus (Fürst Raus), Señor de Waldach (Herr von Waldach) verliehen. Das neugeschaffene Herzogtum Mérida bezog sich auf die gleichnamige Stadt auf der Halbinsel Yucatán in Mexiko. Im Jahre 1823 wurde Johannes Raus dann zum Duque de Rausenbach erhoben durch Übertragung des herzoglichen Titels von Mérida bei gleichzeitiger Beibehaltung desselben. Außerdem wurden ihm und seinen Nachkommen die Zuständigkeit des Prädikats „Alteza“ (span.= Hoheit) bestätigt.
Da Mexiko alle erblichen Titel für abgeschafft erklärt hat, führen die Nachkommen des zweiten Herzogs von Rausenbach ihre Titel und Namen heute nur noch im familienrechtlichen Sinne.

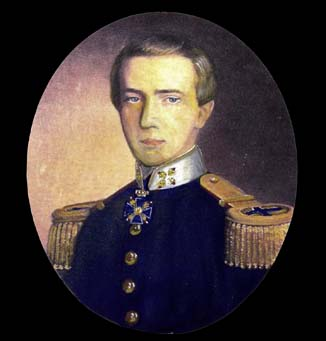
Pr. Jacob Raus, 2. Herzog von Rausenbach

Nachdem der erste Herzog von Rausenbach im Jahre 1833 Mexiko verlassen musste, um nicht Opfer der Verfolgungen zu werden, die durch das Dekret, genannt „Ley del Caso“, ausgelöst wurden, kehrte er wieder in seine schwäbische Heimat zurück, wo er noch im selben Jahr verstarb. Sein Sohn Jacob Raus, 2. Duque de Rausenbach, versuchte Zeit seines Lebens die hierbei verlorenen mexikanischen Güter wiederzubekommen und reiste, animiert durch Kaiser Maximilian I., nach Mexiko. Seine Spur verliert sich im Jahre 1867 mit der Hinrichtung des Kaisers.
Johannes Raus verfasste 1822 ein Hausgesetz, in dem die Rechte und Pflichten der Mitglieder der herzoglichen Linie des Hauses festgelegt wurden, unter anderem die ausschließliche Primogenitur in der männlichen Linie. Des Weiteren stiftete er den noch heute existierenden Haus- und Familienorden, den sogenannten Michaelsorden mit dem Ziel, den Familienverband zu stärken und für die Nachgeborenen zu sorgen.
Der Ursprung des Beinamens „de Baviera“ ist unklar. Er dürfte wohl schon früher geführt worden sein, aber zu einem festen Bestandteil des Familiennamens wurde er erst durch Johannes Raus (spanisch: Juan Raus de Baviera).

## Wappen

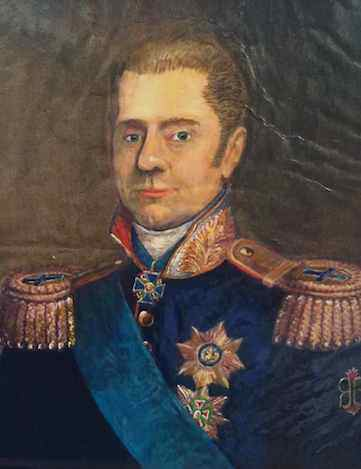
Johannes Rauss – (Príncipe Juan Raus de Baviera, I. Duque de Rausenbach)

Das ursprüngliche Wappen der Raus von Rausenbach wurde im Jahre 1597 von Kaiser Rudolf II. verliehen und zeigte auf Schwarz einen silbernen Wellenbalken. 1735 und 1755 wurde es von Kaiser Karl VI. bzw. von Kaiserin Maria Theresia gebessert. Kaiser Augustin I. von Mexiko versah es 1822 mit herzoglichen Attributen, so wie es heute noch geführt wird: Geviert, im ersten und im vierten Feld in gold ein rot bewehrter schwarzer Adler. Im zweiten und im dritten Feld in schwarz ein rot bewehrter und gekrönter goldener Löwe. Umrahmt von der Bordüre des Wappens der Stadt Mérida. Auf dem blauen Herzschild ein silberner Wellenbalken. Das ganze umrahmt vom herzoglichen Mantel und Krone. Die Devise lautet: originis conscientiam.

## Herzöge von Rausenbach
|     | Name | Zeitraum  |
| --- | --- | --------- |
| I   | Johannes Raus, genannt de Baviera, I. Duque de Rausenbach, I Duque de Mérida, I Príncipe Ráus (1778–1833) | 1820–1833 |
| II  | Jacob Raus, genannt de Baviera, II. Duque de Rausenbach (1808–1867)                                       | 1833–1867 |
| III | Friedrich Raus, III. Duque de Rausenbach (1851–1877)                                                      | 1867–1877 |
| IV  | Wilhelm Ernst Raus, genannt de Baviera, IV. Duque de Rausenbach (1876–1922)                               | 1877–1922 |
| V   | Albert Raus, genannt de Baviera, V. Duque de Rausenbach (1912–1989)                                       | 1922–1989 |
| VI  | Helmut Artur Raus, genannt de Baviera, VI. Duque de Rausenbach (1938)                                     | 1989–2015 |
| VII | Daniel Artur Raus, genannt de Baviera, VII. Duque de Rausenbach (1974)                                    | 2015–     |